# دکتر کلین (رزیدنت ایول)
دکتر کلین، پژوهشگر شرکت آمبرلا و طراح هیپنوس بود. او همچنین پدر لت کلین و لی لی کلین است. دو کودکی که در بازی رزیدنت ایول: بقا در کنار آرک تامپسون از جزیره ی شینا فرار می‌کنند. دکتر کلین، به همراه خانواده اش در جزیرهٔ شینا اقامت داشت و در مقر آمبرلای این جزیره کار می‌کرد. او و همسرش در جریان شیوع ویروس T در جزیره، و به طغیان کشانده شدن آن، به همراه سایر مردم جزیره به زامبی تبدیل شدند.
- حضور او در این سری: رزیدنت ایول: بقا.